# سفيتافي
سفيتافي (بالتشيكية: Svitavy)‏ هي بلدة في إقليم باردوبيتسه في جمهورية التشيك، وهي مركز مقاطعة سفيتافي.
يبلغ عدد سكان هذه البلدة 17,117 حسب إحصاء في سنة 2015.

## توأمة
لسفيتافي اتفاقيات توأمة مع:
- شتندال

## أعلام
- أوسكار شيندلر

## اقرأ أيضاً
- مقاطعة سفيتافي